# Soki (Niger)
Soki (auch: Choki Elkardawa, Soki El Kardawa) ist ein Dorf in der Landgemeinde Daouché in Niger.

## Geographie
Das von einem traditionellen Ortsvorsteher (chef traditionnel) geleitete Dorf befindet sich rund sieben Kilometer nordöstlich des Hauptorts Daouché der gleichnamigen Landgemeinde, die zum Departement Kantché in der Region Zinder gehört, und rund sechs Kilometer nordwestlich des urbanen Zentrums der Stadtgemeinde Matamèye.
Soki ist Teil der Übergangszone zwischen Sahel und Sudan. Die durchschnittliche jährliche Niederschlagsmenge beträgt hier zwischen 400 und 500 mm.

## Geschichte
Das Departement Kantché war in den 2010er Jahren stark von illegaler saisonaler Arbeitsmigration nach Algerien betroffen. Die gefährliche Route führte die Migranten durch die Wüste Sahara. Um dieses Phänomen einzudämmen, wurden von 2015 bis 2016 in mehreren Dorfgemeinschaften des Departements Gruppen etabliert, die Rückkehrern ein Einkommen vor Ort schaffen sollten. In Soki waren dies die Gruppen Adalci, Mutuntchi, Nassara und Zama dam für Pflanzenölgewinnung, denen insgesamt 48 Migranten und 12 Nicht-Migranten angehörten. Das Projekt wurde von der Internationalen Organisation für Migration logistisch unterstützt und vom Schweizer Staatssekretariat für Migration finanziert.

## Bevölkerung
Bei der Volkszählung 2012 hatte Soki 2287 Einwohner, die in 390 Haushalten lebten. Bei der Volkszählung 2001 betrug die Einwohnerzahl 1695 in 263 Haushalten und bei der Volkszählung 1988 belief sich die Einwohnerzahl auf 1603 in 229 Haushalten.
Die Bevölkerungsdichte in diesem Gebiet ist mit über 100 Einwohnern je Quadratkilometer hoch.

## Wirtschaft und Infrastruktur
Das Gebiet der Ebenen im Süden der Region Zinder, in dem Soki liegt, ist von einer anhaltenden Degradation der ackerbaulichen Flächen gekennzeichnet, die mit der hohen Bevölkerungsdichte in Zusammenhang steht. Es gibt eine Schule im Dorf. Die 28,8 Kilometer lange Nationalstraße 46 zwischen Matamèye und der Nationalstraße 20 verläuft durch Soki. Es handelt sich um eine einfache Landstraße.